# Aleuropleurocelus
Aleuropleurocelus is een geslacht van halfvleugeligen (Hemiptera) uit de familie witte vliegen (Aleyrodidae), onderfamilie Aleyrodinae.
De wetenschappelijke naam van dit geslacht is voor het eerst geldig gepubliceerd door Drews & Sampson in 1956. De typesoort is Aleuropleurocelus laingi.

## Soorten
Aleuropleurocelus omvat de volgende soorten:
- Aleuropleurocelus abnormis (Quaintance, 1900)
- Aleuropleurocelus acaudatus Drews & Sampson, 1958
- Aleuropleurocelus ceanothi (Sampson, 1945)
- Aleuropleurocelus cecropiae (Bondar, 1923)
- Aleuropleurocelus coachellensis Drews & Sampson, 1958
- Aleuropleurocelus granulata (Sampson & Drews, 1941)
- Aleuropleurocelus laingi Drews & Sampson, 1956
- Aleuropleurocelus nigrans (Bemis, 1904)
- Aleuropleurocelus oblanceolatus Drews & Sampson, 1958
- Aleuropleurocelus ornatus Drews & Sampson, 1958
- Aleuropleurocelus rotunda (J.M. Baker, 1937)
- Aleuropleurocelus sierrae (Sampson, 1945)